# 에피폰 크레스트우드
에피폰 크레스트우드는 솔리드바디의 전기 기타로서 1958년 발매 해서 1970년 단종된 기타이다. 에피폰의 크레스트우드의 단종이후 여러 많은 리이슈와 리플리카 복각판 기타들이 다른 회사들에서 나오고 있다

## 역사
크레스트우드는 1958년 에피폰에서 발매되었다. 
이 기타는 더블 커터웨이의 솔리드바디 구성으로 마호가니 바디에 두개의 뉴요커 픽업을 장착 하였다.
한쪽에 3개의 줄감개와 에피폰 로고가 달린 픽가드가 장착 되어 있다.
1959년 크레스트우드 커스텀으로 이름이 바뀌었으며 바디의 모서리가 둥글게 되었고 픽가드가 다른 디자인이 적용되었다.
1961년 뉴요커 픽업과 미니 험버커로 교체되었다 또한 지판의 닷 마커는 둥근 마커로 변경되으며 픽가드의 에피폰 마크가 없어졌다.
1963년에는 바디 모양에서 윗부분 뿔이 좀더 길어졌으며 6개가 한쪽으로 된 헤드는 금색 표면 처리되었다. 
에피폰은 크레스트우드 디럭스를 발매하였는데 이것은 3개의 픽업이 달린 크레스트우드 커스텀이다. 또한 에보니 핑거보드와 블럭 인레이를 가지고 있다
크레스트우 디럭스는 1969년에 단종되고 크레스트우드 커스텀은 다음해에 단종된다.

## 유명한 연주자
- Vigilante Carlstroem - The Hives "Captain"
- Kirk Douglas - The Roots
- Robert Dahlqvist - The Hellacopters, Thunder Express
- Ray Hanson - Thee Hypnotics
- Wayne Kramer - MC5
- Fred "Sonic" Smith - MC5
- Deniz Tek - Radio Birdman
- Kent Steedman - The Celibate Rifles
- Samuel Pannatier